# Коммунистические преступления (законодательство Польши)
Коммунистические преступления (пол. zbrodnia komunistyczna) — в Законе об Институте национальной памяти — Комиссии по расследованию преступлений против польского народа от 18 декабря 1998 г., правовой термин, который используется в законодательстве Польши для обозначения деяний, совершённых должностным лицом коммунистического государства в период с 17 сентября 1939 г. по 31 июля 1990 г., представлявших собой репрессии или иные формы нарушений прав человека по отношению к какому-либо лицу или социальной группе, а также иных действий, совершённых в связи с такими репрессиями и составлявших состав преступления согласно уголовному законодательству, действовавшему в момент их совершения.
К коммунистическим преступлениям с 15 марта 2007 г. отнесены и такие преступные проявления, как фальсификация документов или намеренное раскрытие документов польских органов госбезопасности 1944—1990 гг. с целью причинить ущерб третьим лицам.
В понимании Закона об Институте национальной памяти, под должностными лицами коммунистического государства имеются в виду публичные должностные лица, а также лица, пользовавшиеся аналогичной правовой защитой, в частности правительственные чиновники и партийные руководители, функционеры и сотрудники польской разведки, службы безопасности, органов внутренних дел (в частности, органов цензуры и религиозных дел) — в частности, Министерства государственной безопасности, Службы безопасности и Главного управления информации Войска Польского. Понятие коммунистические преступления также применимо к представителям иностранных гражданских или военных служб, аналогичных польским.
Срок давности для убийств установлен в 40 лет, а для остальных — 30 лет, причём отсчёт срока давности идёт с 1 августа 1990 г., а не с момента фактического совершения деяния. Те коммунистические преступления, которые признаны по международному праву как преступления против человечности, преступления против мира, военные преступления, срока давности не имеют. Эти преступления также не подпадают под амнистии или освобождения от ответственности, объявлявшиеся до 7 декабря 1989 года.

## Коммунистические преступления и нацистские преступления
Понятие коммунистические преступления заменило в правовой терминологии аналогичное понятие сталинские преступления (пол. Zbrodnia stalinowska), которое использовалось на начальном этапе расследований, имевших целью выявить лиц, виновных в их совершении.
При разработке понятия коммунистические преступления польские законодатели специально отказались от проведения аналогии между коммунистическими и нацистскими преступлениями (определение которых было дано в законе от 31 августа 1944).
Коммунистические преступления расследуются главным образом Институтом национальной памяти.